# Kościół Matki Bożej Fatimskiej w Rożnowicach
Kościół p.w. Matki Bożej Fatimskiej w Rożnowicach – rzymskokatolicki kościół parafialny, położony w centrum Rożnowic, należący do dekanatu Bieckiego, w diecezji rzeszowskiej. Kościół zbudowany został w latach 1993- 1997. Jest kościołem parafialnym parafii św. Andrzeja Apostoła w  Rożnowicach.   

## Historia
Kościół położony jest w centrum wsi, na wzgórzu. Został zbudowany w latach 1993-1997. Pierwsze myśli o budowie nowego kościoła w Rożnowicach powstały w roku 1914. Potem z powodu bitwy pod Gorlicami zaprzestano planowania budowy kościoła, lecz w 1916 roku plany te znów ożyły. W ciągu 80 lat nie zdołano jednak go wybudować. Dopiero w 1992 roku, po pożarze kościoła św. Andrzeja Apostoła, myśl o budowie nowego kościoła nabrała realnych kształtów. 4 sierpnia 1993 roku miało miejsce poświęcenie placu pod budowę nowego kościoła przez ówczesnego biskupa diecezji rzeszowskiej, księdza biskupa Kazimierza Górnego. 1 października 1995 roku, nastąpiło wmurowywanie kamienia węgielnego nowego kościoła. 17 sierpnia 1997 roku, nastąpiło poświęcenie kościoła. Projektem kościoła zajął się architekt mgr inż. Maciej Nejman z Tarnowa. Administratorem budowy był ks. Stanisław Pałka, proboszcz parafii od 1997 roku.

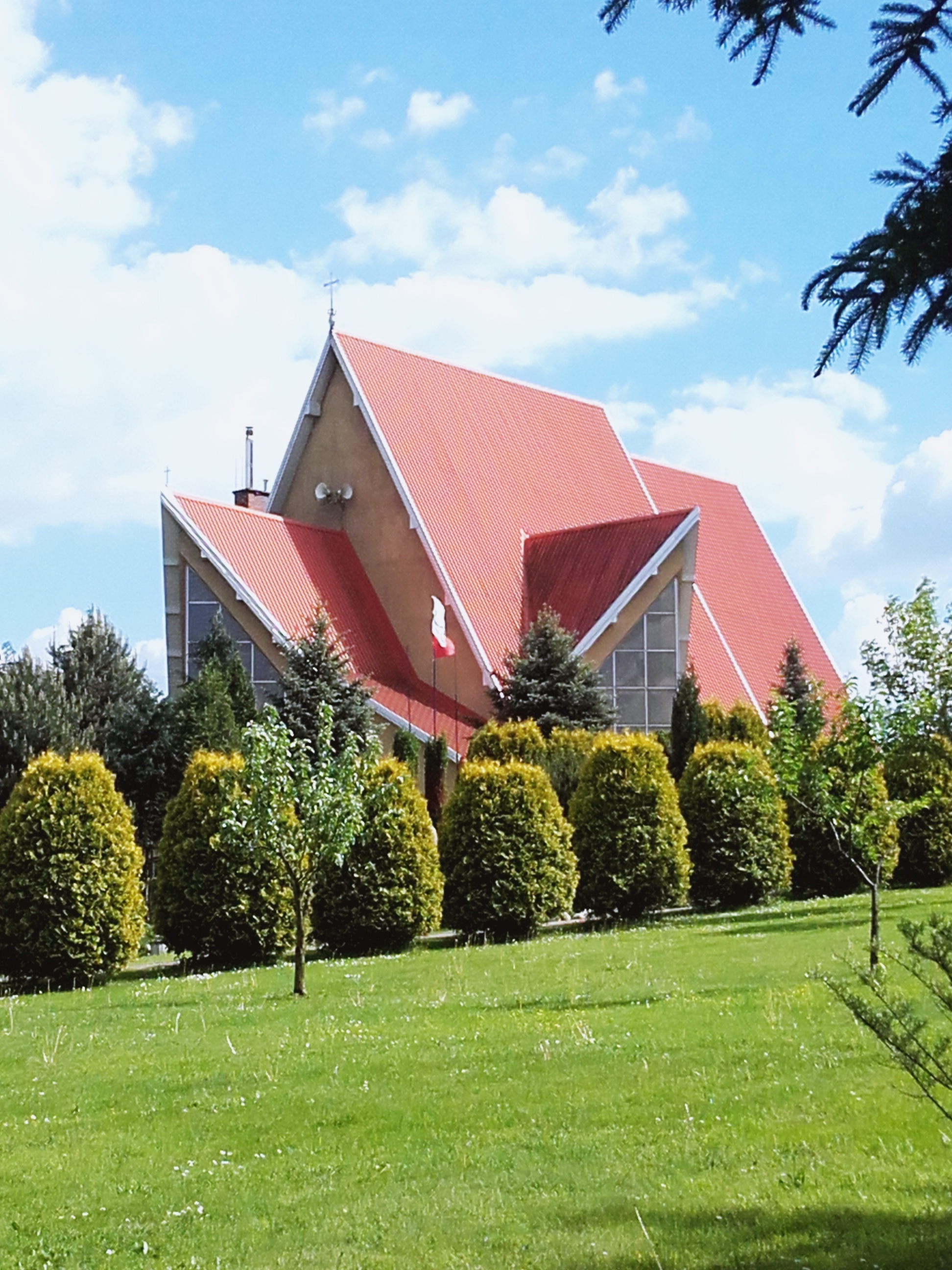
Widok od strony zachodniej
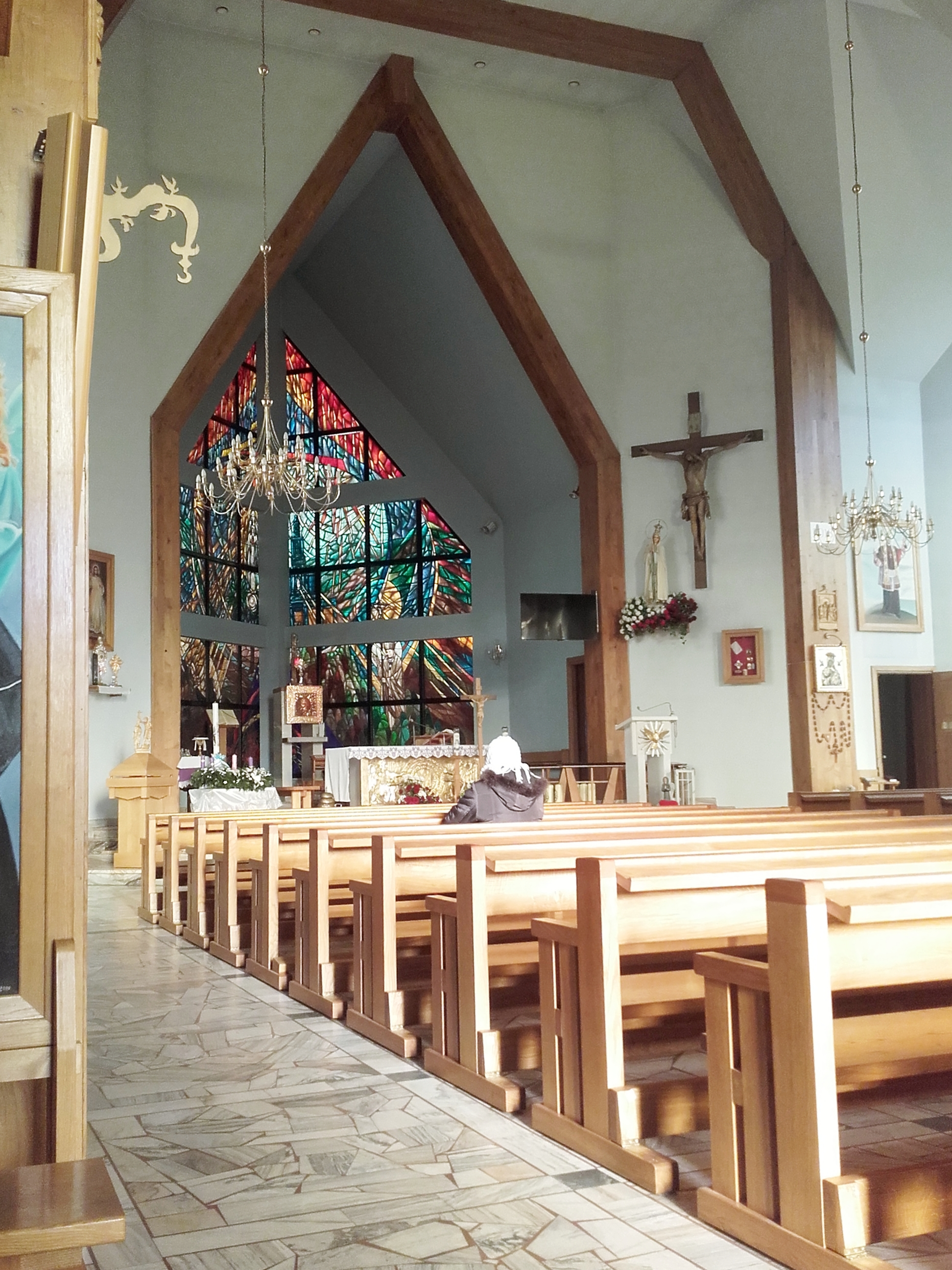
Wnętrze kościoła
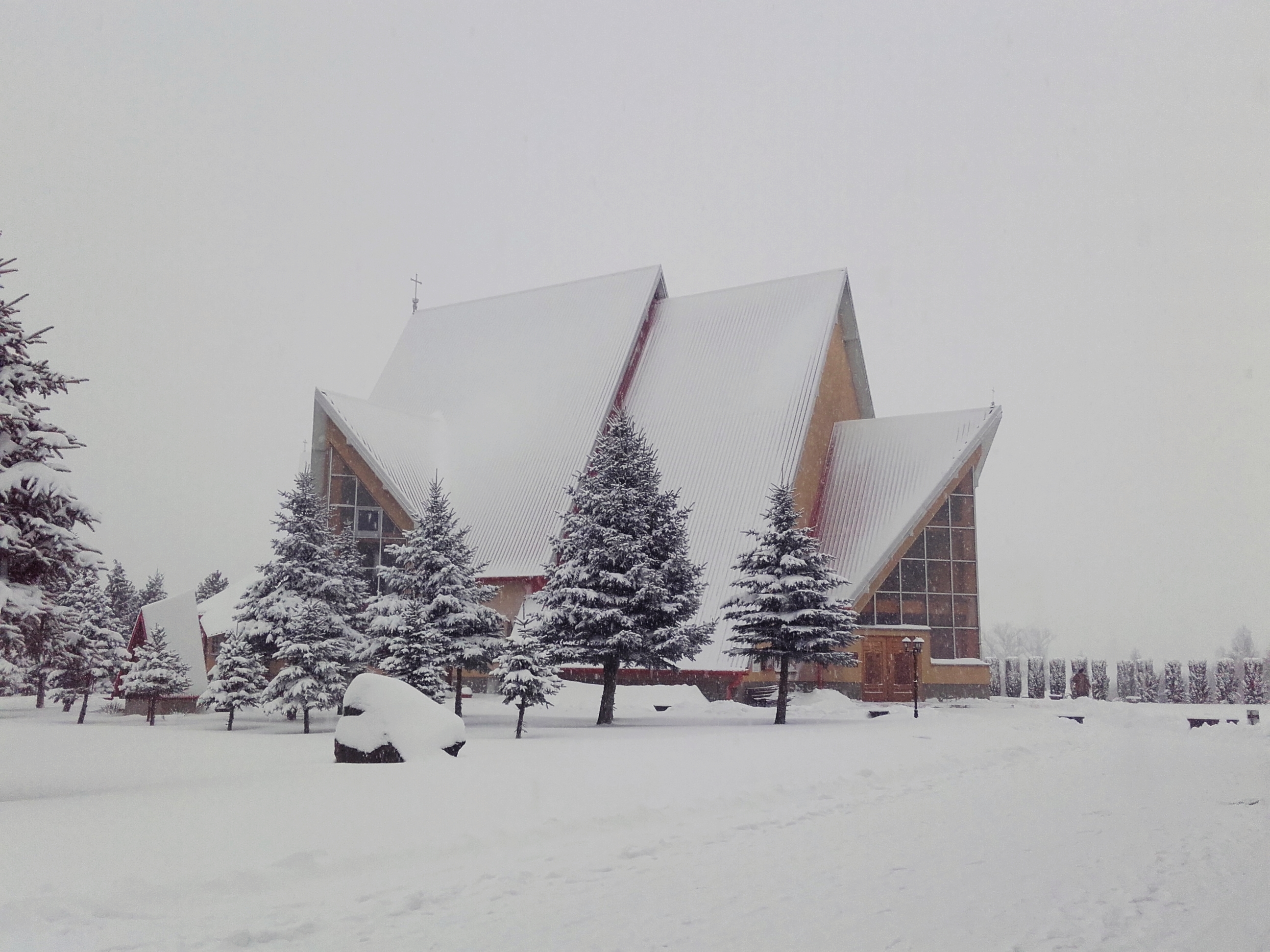
Kościół zimą
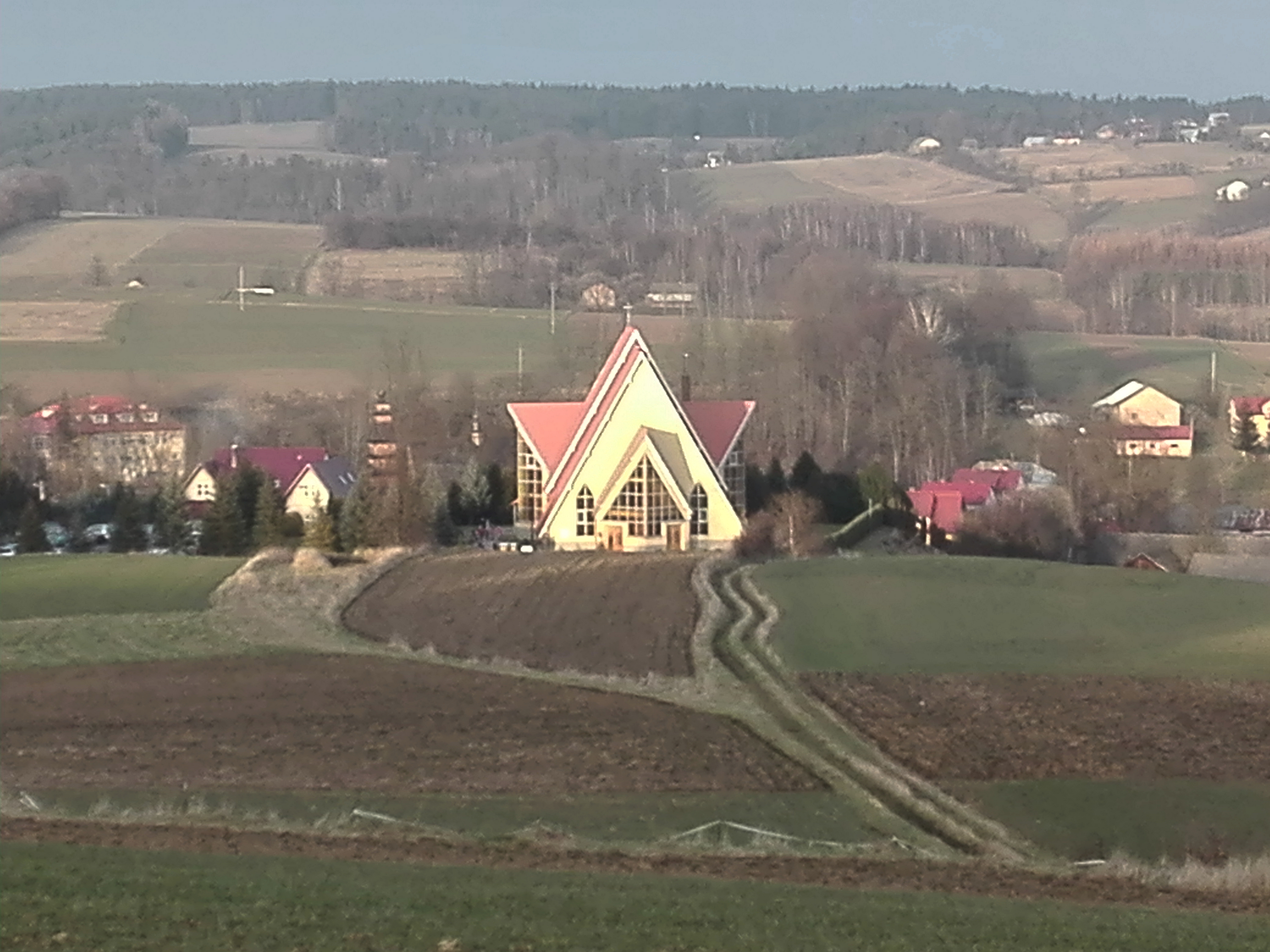
Widok z okolicznego wzniesienia
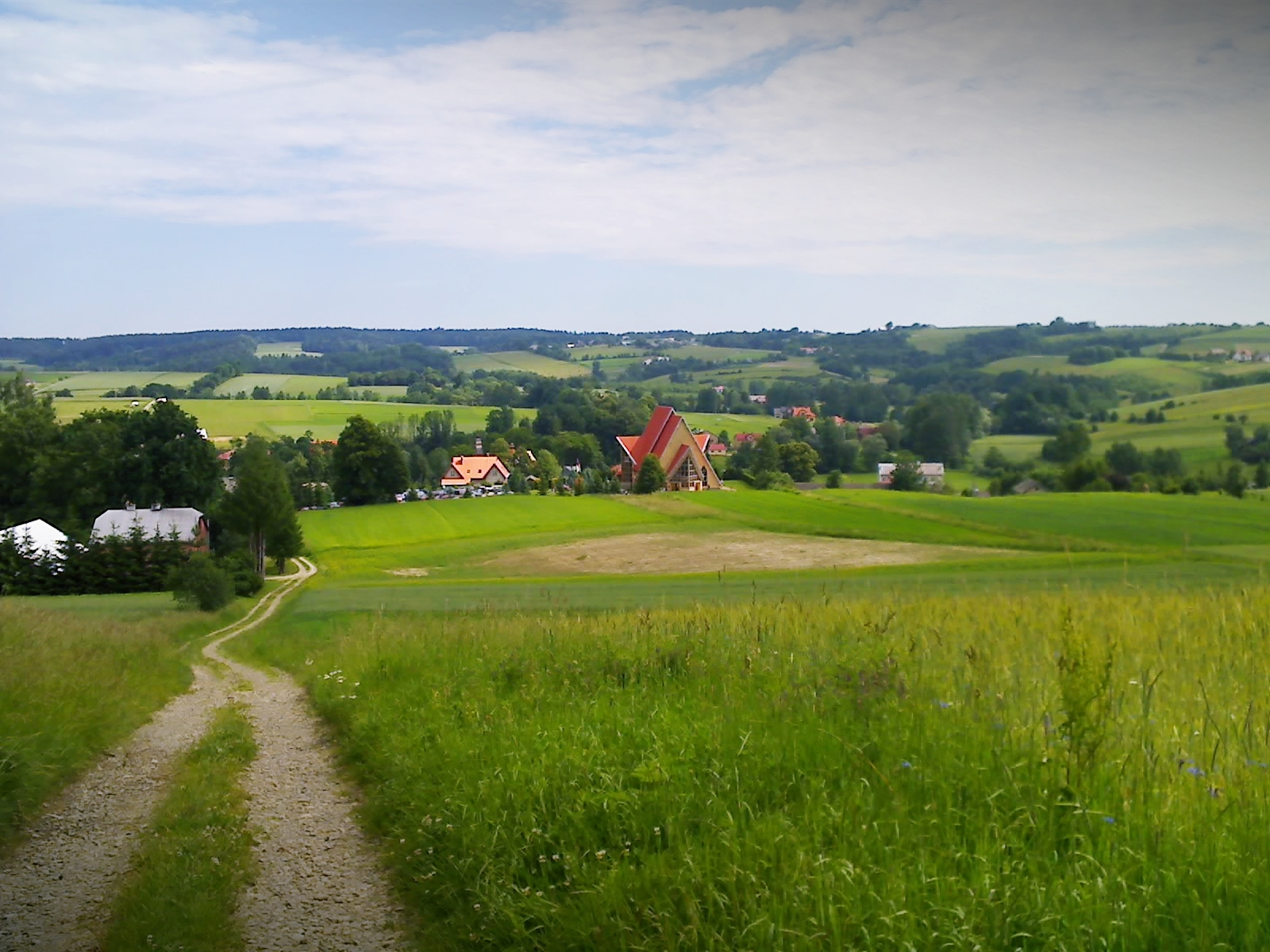